# Vesicularia marginata
Vesicularia marginata är en bladmossart som beskrevs av Thériot 1909. Vesicularia marginata ingår i släktet Vesicularia och familjen Hypnaceae. Inga underarter finns listade i Catalogue of Life.